# Iran Air

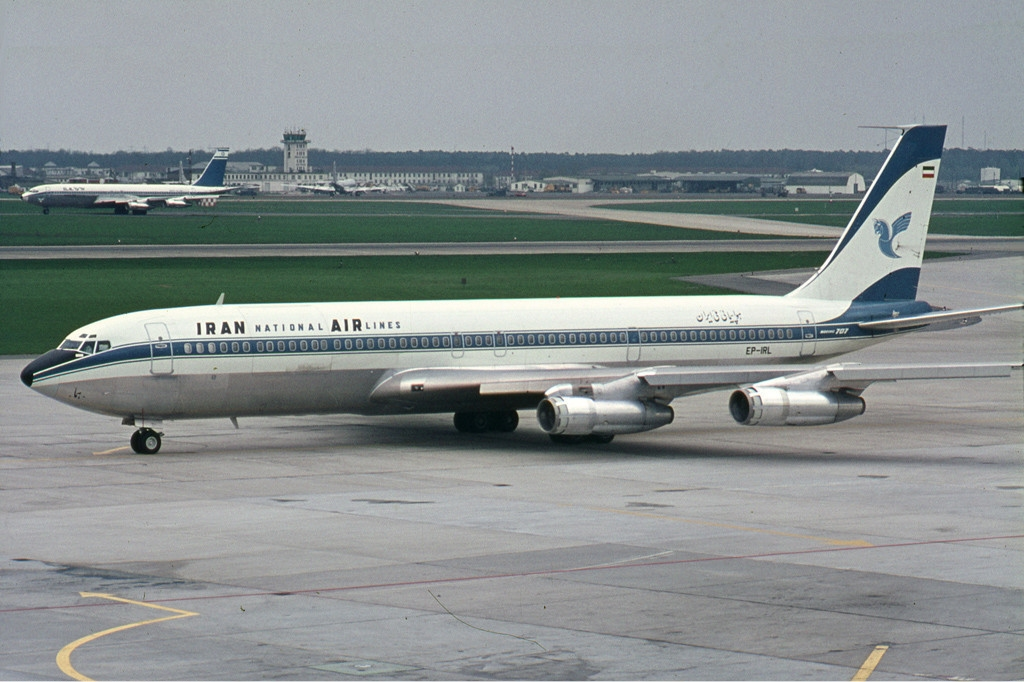
Boeing 707 w starych barwach linii Iran Air

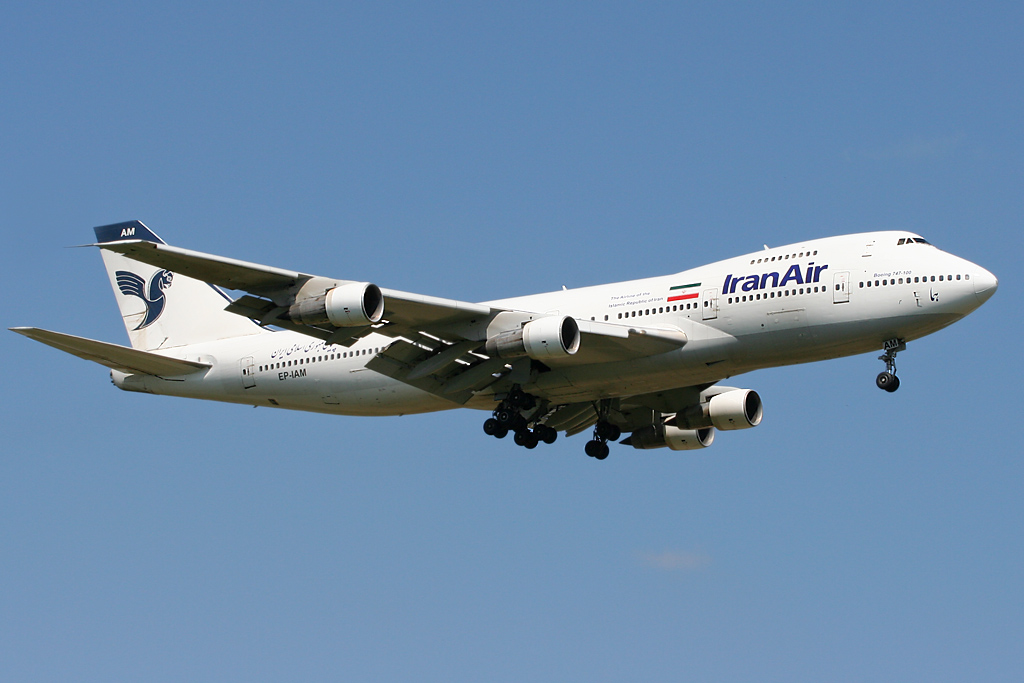
Iran Air były ostatnimi na świecie liniami lotniczymi użytkującymi Boeinga 747-100. Ostatnia maszyna tego typu (EP-IAM) zakończyła służbę w styczniu 2014 roku

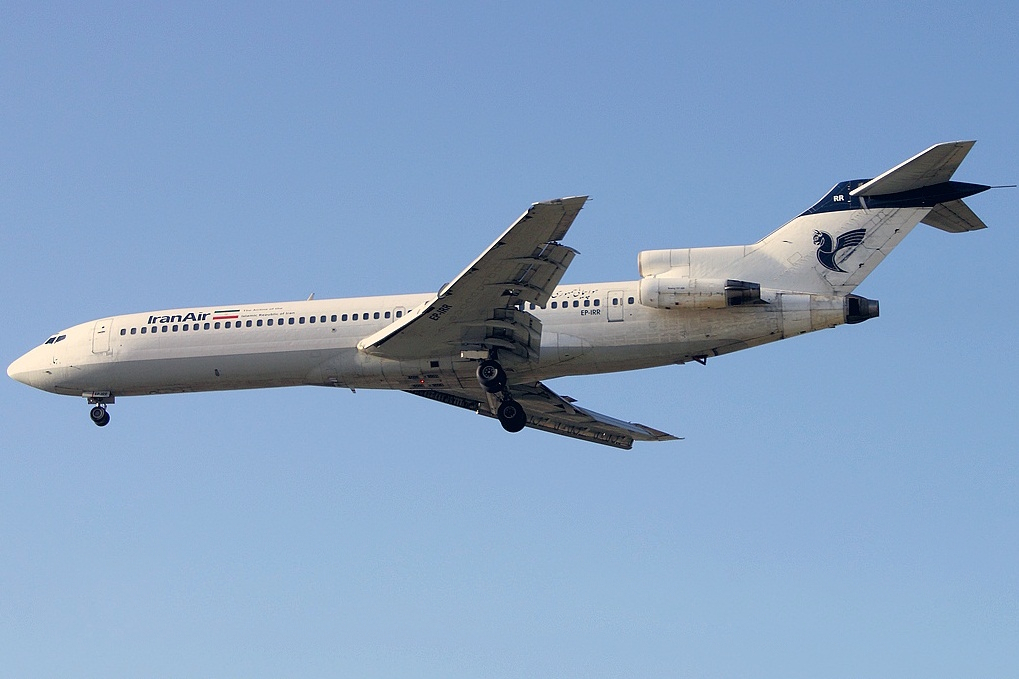
Różne warianty Boeingów 727 latały w barwach Iran Air w latach 1965–2014

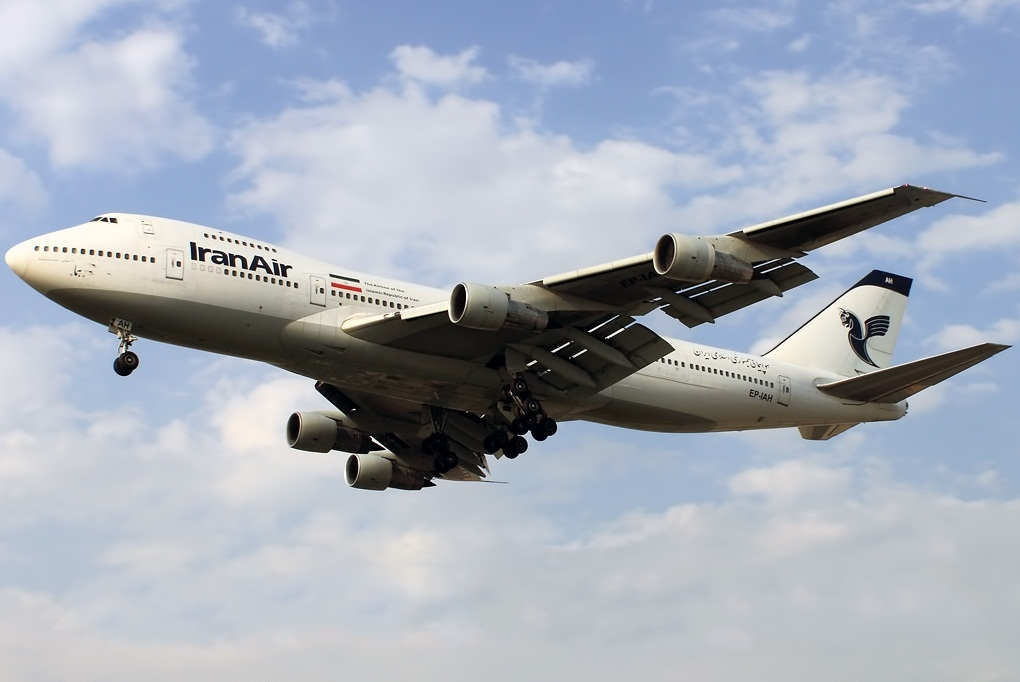
Boeing 747-200 w barwach Iran Air

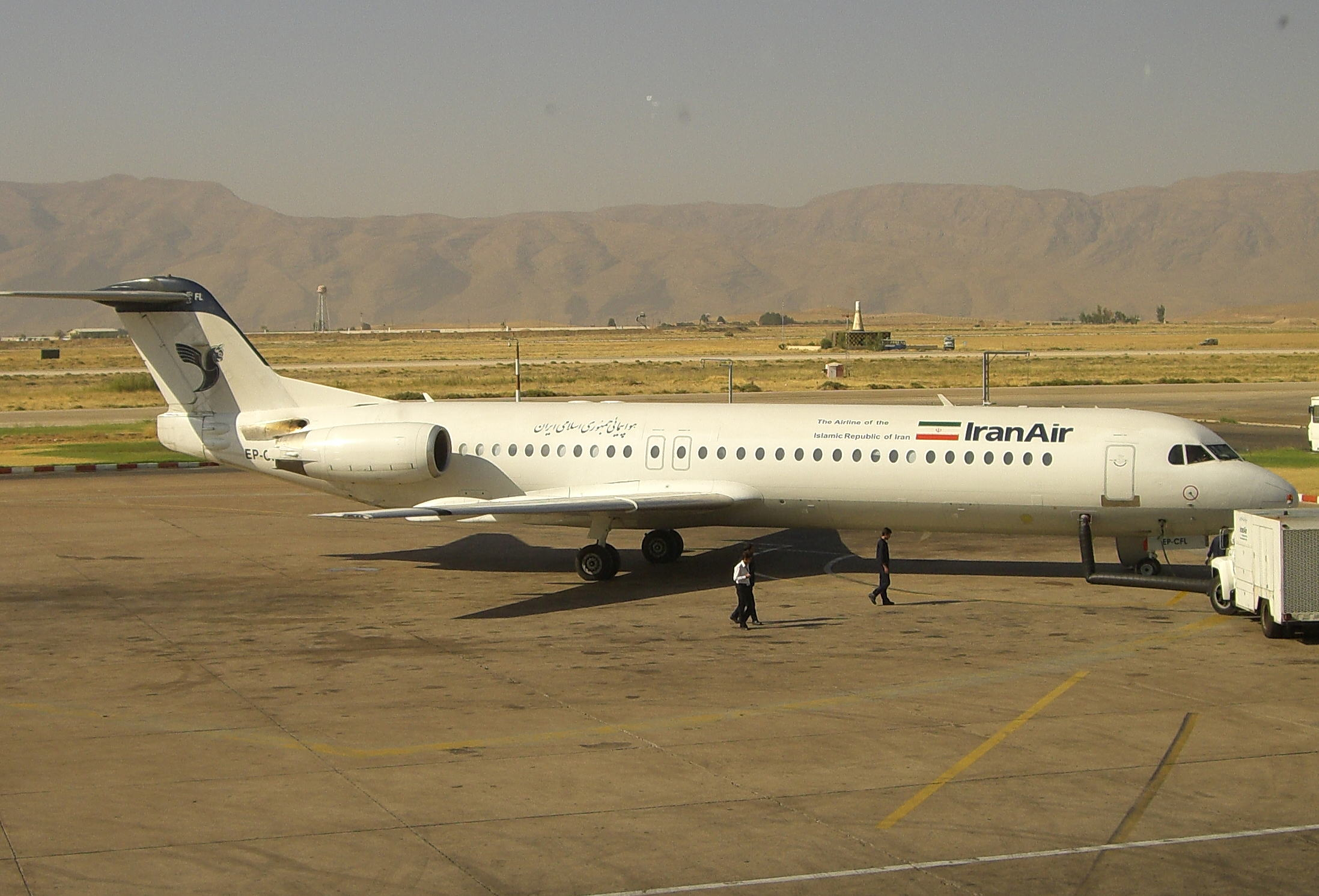
Fokker 100 w barwach Iran Air

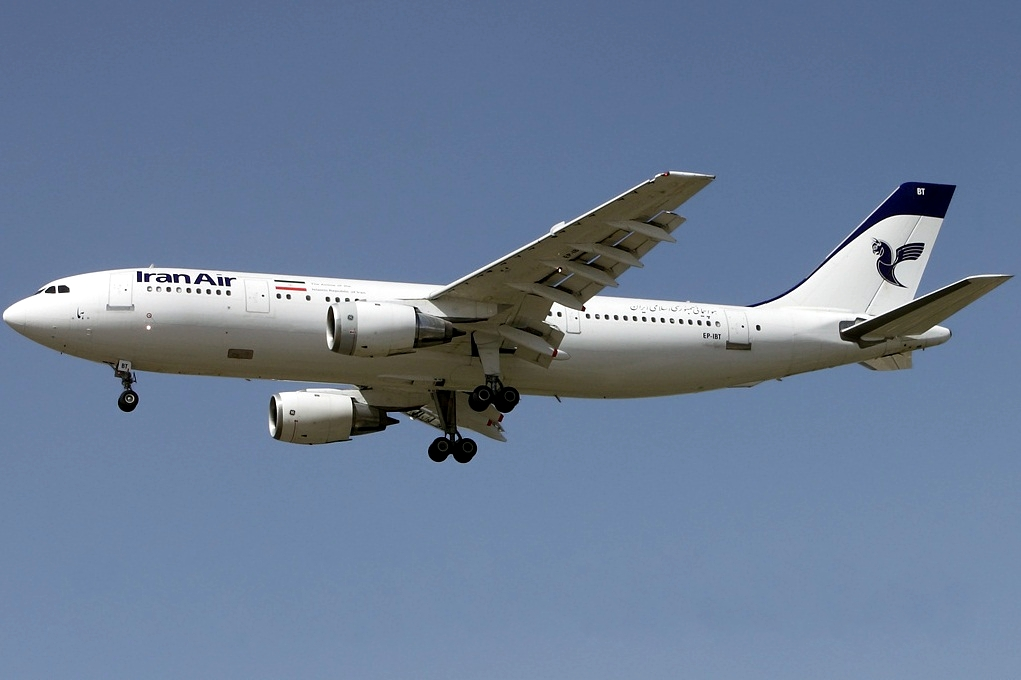
Airbus A300 w barwach Iran Air

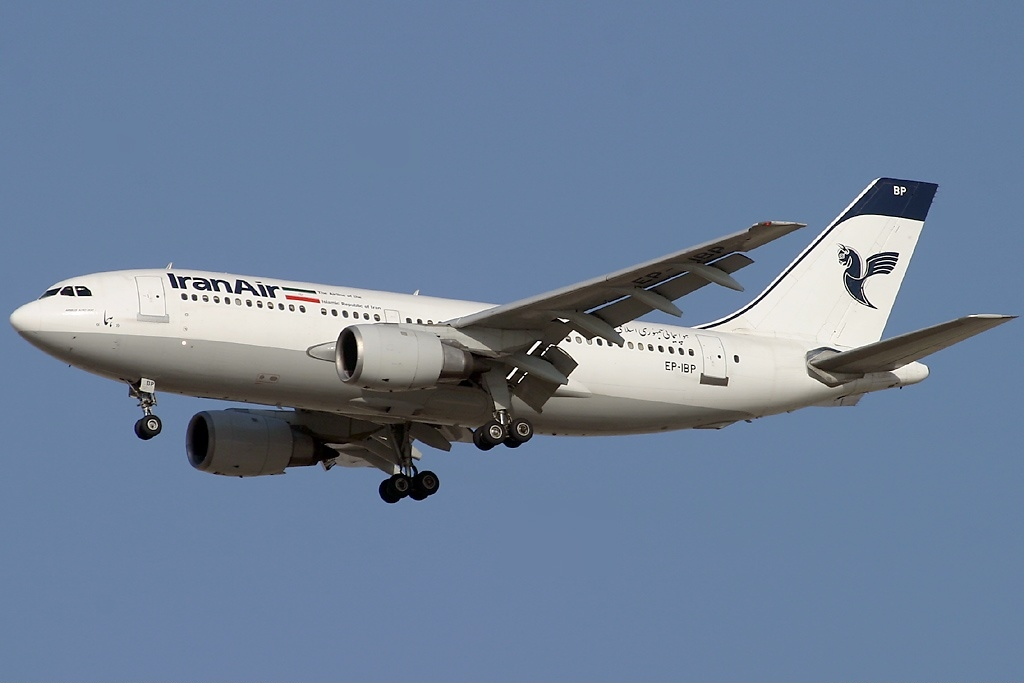
Airbus A310-203 w barwach Iran Air

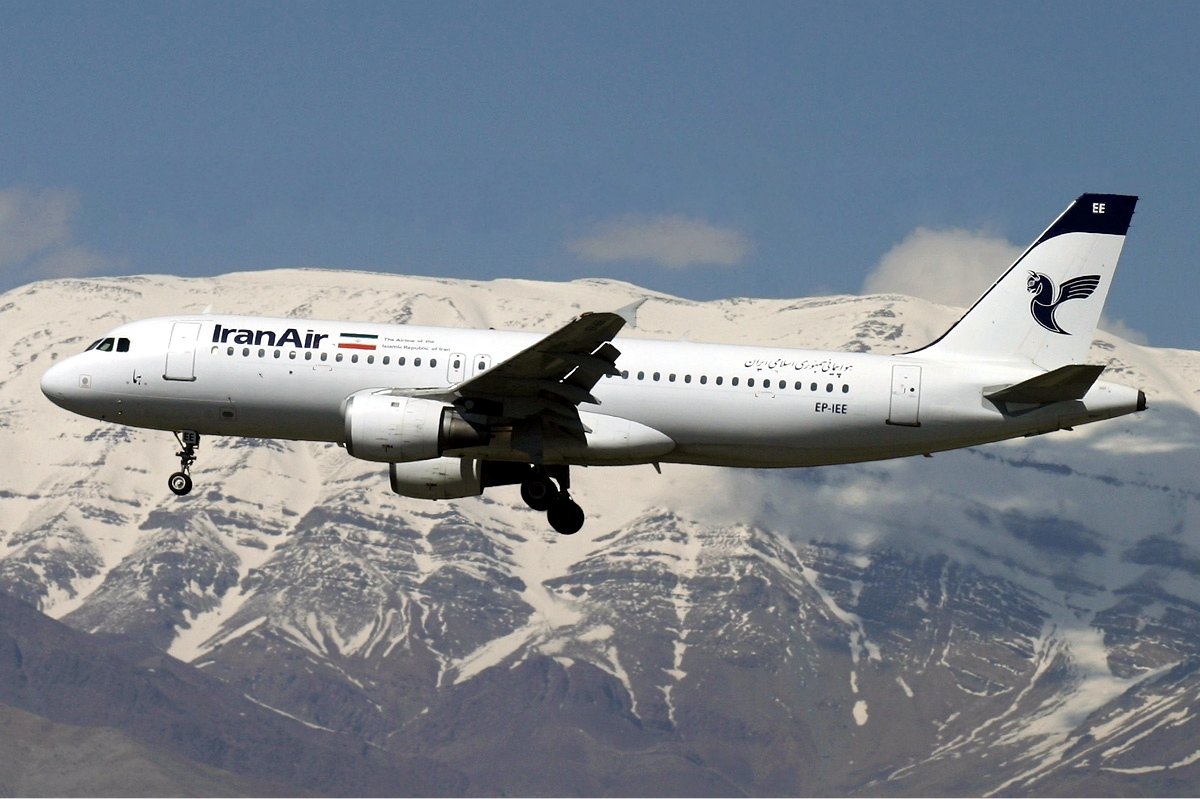
Airbus A320 w barwach Iran Air

Iran Air – irańskie narodowe linie lotnicze, z siedzibą w Teheranie. Ma połączenia z Azją, Europą i z Ameryką Południową. Głównym węzłem jest Port lotniczy Teheran-Mehrabad.

## Historia
W przeszłości nosiły miano jednego z najbezpieczniejszych przewoźników na świecie. Od katastrofy samolotu Douglas DC-3 1952 do 1980 roku, gdy rozbił się Boeing 727-200, linia nie zanotowała poważnego wypadku. 3 lipca 1988 roku okręt USA zestrzelił należący do linii Airbus A300B2 z 290 osobami na pokładzie. Z powodu sankcji nałożonych na kraj po rewolucji islamskiej w 1979 roku przewoźnik nie był w stanie pozyskać nowych samolotów produkcji amerykańskiej bądź jakichkolwiek maszyn, które wykorzystywały technologie z USA. Utrudniony był także dostęp do części zamiennych. Z tego powodu linia przez wiele lat eksploatowała przestarzałe typy statków jak Boeing 707-300, Boeing 727-200, Boeing 737-200 i Boeing 747-100, a w ich miejsce pozyskiwane były samoloty używane. W 2011 roku rozbił się należący do linii Boeing 727 lot nr 277.
Pod koniec 2015 roku linia eksploatowała 45 samolotów, w tym 11 Airbus A300B2/B4/-600, 2 Airbus A310-300, 6 Airbus A320-200, 4 Boeing 747-200/-SP i 16 Fokker 100, a ich średni wiek przekraczał 27 lata. W 2014 roku Iran Air wycofała ostatniego we flocie 39-letniego Boeing 727-200 Adv. W styczniu 2014 linia wycofała ostatniego Boeing 747-100B użytkowanego w lotnictwie cywilnym, który dostarczono 35 lat wcześniej. W maju 2016 wycofano ostatni pasażerski 747-200, który miał 34 lata. W czerwcu 2016 IR zakończyła użytkowanie ostatniego 747SP, który latał w Iranie przez 39 lat. Do 2021 roku linia przez 41 lat użytkowała ostatniego pasażerskiego Airbusa A300B2-203. Iran Air nie eksploatował samolotów produkcji rosyjskiej, których nie obejmowały sankcje. Należące do Iran Air regionalne linie Iran Air Tours około 20 lat użytkowały rosyjskie Tu-154M, ale po serii wypadków samolotów tego typu w 2011 roku zostały uziemione, a następnie zastąpione przez zarejestrowane na Ukrainie wydzierżawione McDonnell Douglas MD-82. Linia rozważała także zakup większej liczby Tu-204SM, ale do transakcji nigdy nie doszło z powodu wykorzystania amerykańskich podzespołów w ich silnikach.
16 stycznia 2016 zniesiono sankcje uniemożliwiające zakup nowego sprzętu dla lotnictwa cywilnego w Iranie, co pozwoliło na rozpoczęcie procesu odmładzania floty przewoźnika. 1 lutego 2016 roku linia podpisała umowę zakupu 20 nowych turbośmigłowych ATR 72-600. Z powodu negocjacji z producentem silników – Pratt & Whitney Canada, umowy nie sfinalizowano do grudnia 2016. W kwietniu 2017 producent oficjalnie potwierdził, że umowa jest sfinalizowana. Do tego czasu wyprodukowano cztery samoloty. 16 maja 2017 odebrano cztery sztuki, a do końca 2018 łącznie trzynaście.
28 stycznia 2016 w Paryżu podpisano list intencjny ws. zakupu do 118 nowych samolotów konsorcjum Airbus. 22 grudnia 2016 zawarto umowę zakupu 98 samolotów, w tym 46 serii Airbus A320 (6 A320-200, 8 A321-200, 32 A320neo), 36 Airbus A330 (8 A330-200, 28 A330-900neo) i 16 Airbus A350-1000. Dodatkowo zakupiono dwa wyprodukowane A330-200. 11 grudnia 2016 zawarto porozumienie z Boeingiem na zakup 80 samolotów, w tym 50 Boeing 737 Max 8, 15 Boeing 777-300ER i 15 777-9 (z dostawami planowanymi od 2018 roku). Umowę z Boeingiem podpisano, pomimo że w listopadzie 2016 Republikanie z Izby Reprezentantów przegłosowali zakaz udzielania licencji amerykańskim instytucjom na sfinansowanie sprzedaży samolotów do Iranu. Zarówno Airbus, Boeing, jak i ATR mogły legalnie dostarczać samoloty zawierające amerykańskie podzespoły i technologię do Iranu na podstawie wydanej w 2016 roku licencji Biura ds. Kontroli Aktywów Zagranicznych USA (OFAC) ważnej do 2020 roku. Problemem Irańczyków było sfinansowanie zakupów, ponieważ firmy leasingowe nie były zainteresowane współpracą. Z tego powodu od marca 2017 do 2018 roku do Iranu dostarczano tylko samoloty ATR. W marcu 2018 Iran Air porozumiał się z chińską firmą ws. finansowania zakupów. W 2017 roku IR prowadzili rozmowy z Boeingiem ws. przejęcia wyprodukowanego na zamówienie linii Turkish 777-300ER, ale do transakcji nie doszło – do 2018 zamówienie u Boeinga nie było potwierdzone przez producenta, ponieważ Iran Air nie wpłacił zaliczek. Dostawy Boeingów miały rozpocząć się w 2018 roku.
11 stycznia 2017 Iran Air odebrał pierwszy fabrycznie nowy Airbus A321-200 (EP-IFA). 11 marca 2017 w Teheranie wylądował pierwszy A330-200 (EP-IJA). Drugi A330-243E (EP-IJB) dołączył do niego 25 marca 2017. Oba samoloty wyprodukowano pierwotnie dla Avianca w 2014 roku, ale nie zostały odebrane. 8 maja 2018 prezydent USA ogłosił wycofanie się USA z porozumienia nuklearnego z Iranem (P5+1), przekreślając możliwość sprzedaży samolotów do Iranu. Do tego czasu odebrał 11 samolotów: 1 A321, 2 A330 i 8 ATR-72 (ogółem 13 ATR-72-600). Linia do 2020 roku planowała pozyskać 37 Airbusów, 20 ATR i 15 Boeingów. Licencje na sprzedaż do Iranu wygasły 90 dni po ogłoszeniu sankcji.
W maju 2025 r. do floty przewoźnika włączono dwa A330-200 (EP-IJC, EP-IJD) dostarczone pierwotnie w 2012 roku do Hong Kong Airlines.

## Porty docelowe

### Ameryka Południowa
- Wenezuela
  - Caracas (Port lotniczy Caracas)

### Azja
- Afganistan
  - Kabul (Port lotniczy Kabul)
- Arabia Saudyjska
  - Dżudda (Port lotniczy Dżudda)
- Azerbejdżan
  - Baku (Port lotniczy Baku)
- Bahrajn
  - Manama (Port lotniczy Bahrajn)
- Chiny
  - Pekin (Port lotniczy Pekin)
- Indie
  - Bombaj (Port lotniczy Chhatrapati Shivaji)
- Iran
  - Ahwaz (Port lotniczy Ahwaz)
  - Ardabil (Port lotniczy Ardabil)
  - Bandar Abbas (Port lotniczy Bandar Abbas)
  - Bandar Lengeh (Port lotniczy Bandar Lengeh)
  - Buszehr (Port lotniczy Buszehr)
  - Czabahar (Port lotniczy Czabahar)
  - Isfahan (Port lotniczy Isfahan)
  - Jazd (Port lotniczy Jazd)
  - Kerman (Port lotniczy Kerman)
  - Kermanshah (Port lotniczy Kermanshah)
  - Kish (Port lotniczy Kish)
  - Lar (Port lotniczy Lar)
  - Meszhed (Port lotniczy Meszhed)
  - Qeshm (Port lotniczy Qeshm)
  - Reszt (Port lotniczy Reszt)
  - Sari (Port lotniczy Sari)
  - Shahrekord (Port lotniczy Shahrekord)
  - Sziraz (Port lotniczy Sziraz)
  - Tabriz (Port lotniczy Tabriz)
  - Teheran
    - (Port lotniczy Teheran-Mehrabad)
    - (Port lotniczy Teheran-Imam Khomeini)

  - Urmia (Port lotniczy Urmia)
  - Zahedan (Port lotniczy Zahedan)
- Japonia
  - Tokio (Port lotniczy Tokio-Narita)
- Katar
  - Doha (Port lotniczy Doha)
- Korea Południowa
  - Seul (Port lotniczy Seul-Incheon)
- Kuwejt
  - Kuwejt (Port lotniczy Kuwejt)
- Liban
  - Bejrut (Port lotniczy Bejrut)
- Malezja
  - Kuala Lumpur (Port lotniczy Kuala Lumpur)
- Oman
  - Maskat (Port lotniczy Maskat)
- Pakistan
  - Karaczi (Port lotniczy Karaczi)
- Syria
  - Damaszek (Port lotniczy Damaszek)
- Uzbekistan
  - Taszkent (Port lotniczy Taszkent)
- Zjednoczone Emiraty Arabskie
  - Abu Zabi (Port lotniczy Abu Zabi)
  - Dubaj (Port lotniczy Dubaj)
  - Szardża (Port lotniczy Szardża)

### Europa
- Austria
  - Wiedeń (Port lotniczy Wiedeń-Schwechat)
- Belgia
  - Bruksela (Port lotniczy Bruksela) (od zimy 2007)
- Dania
  - Kopenhaga (Port lotniczy Kopenhaga-Kastrup)
- Francja
  - Paryż (Port lotniczy Paryż-Orly)
- Hiszpania
  - Madryt (Port lotniczy Madryt-Barajas)
- Holandia
  - Amsterdam (Port lotniczy Amsterdam-Schiphol)
- Niemcy
  - Berlin (Port lotniczy Berlin-Tegel)
  - Kolonia (Port lotniczy Kolonia/Bonn)
  - Frankfurt (Port lotniczy Frankfurt)
  - Hamburg (Port lotniczy Hamburg)
- Rosja
  - Moskwa (Port lotniczy Moskwa-Domodiedowo)
- Szwajcaria
  - Genewa (Port lotniczy Genewa-Cointrin)
- Szwecja
  - Göteborg (Port lotniczy Göteborg-Landvetter)
  - Sztokholm (Port lotniczy Sztokholm-Arlanda)
- Wielka Brytania
  - Londyn (Port lotniczy Londyn-Heathrow)
- Włochy
  - Mediolan (Port lotniczy Mediolan-Malpensa)
  - Rzym (Port lotniczy Rzym-Fiumicino)

## Flota
- 1 Airbus A300B4
- 4 Airbus A300-600
- 1 Airbus A310-300
- 2 Airbus A319-100
- 2 Airbus A320-200
- 1 Airbus A321-200
- 4 Airbus A330-200
- 13 ATR 72-600
- 3 Fokker 100

Cargo:
- 1 Boeing 747-200C